# Kurt Sperling
Kurt Sperling (* 13. Februar 1903 in Grimma; † 6. Juni 1992 in Berlin) war ein deutscher Film- und Theaterschauspieler.

## Leben und Wirken
Der im sächsischen Grimma geborene Sperling erhielt seine künstlerische Ausbildung bei Carl Huth und Peter Stanchina am Alten Theater Leipzig. Seine Bühnenlaufbahn führte ihn zuerst in die Provinz und dann wieder nach Leipzig.
Der sogenannte „schwere Chargen-Schauspieler“ wechselte nach dem Weltkrieg 1950 nach Berlin, dort arbeitete er zunächst am Berliner Ensemble von Bertolt Brecht. Ab 1953 wirkte er über drei Jahrzehnte am Deutschen Theater.
Vor allem in den 1950er- und 1960er-Jahren wirkte der körperlich kräftig gebaute Schauspieler auch in zahlreichen Streifen der DEFA mit. Vielfach spielt er Polizisten, Spitzel, aber auch Arbeiter- und Bauerngestalten. Seine komödiantische Begabung kommt in einigen satirischen Stacheltier-Kurzfilmen zur Geltung.

## Filmografie
- 1950: Familie Benthin
- 1953: Die Unbesiegbaren
- 1954: Stärker als die Nacht
- 1955: Der Teufel vom Mühlenberg
- 1955: Ein Polterabend
- 1956: Genesung
- 1958: Der Prozeß wird vertagt
- 1959: Kein Ärger mit Cleopatra
- 1961: Das Stacheltier: Ein Pferd müßte man haben (Kurzfilm)
- 1961: Die Liebe und der Co-Pilot
- 1961: Schneewittchen
- 1962: Die aus der 12b
- 1963: Die Glatzkopfbande
- 1963: Verliebt und vorbestraft
- 1965: Wolf unter Wölfen
- 1970: Junge Frau von 1914 (Fernsehfilm)
- 1971: Husaren in Berlin
- 1976: Leben und Tod Richard III. (Theateraufzeichnung)
- 1979: Zünd an, es kommt die Feuerwehr
- 1979: Der Katzenprinz

## Theaterengagements
- Altes Theater (Leipzig)
- Berliner Ensemble
- Deutsches Theater Berlin